# Călinești (okręg Teleorman)
Călinești – wieś w Rumunii, w okręgu Teleorman, w gminie Călinești. W 2011 roku liczyła 1572 mieszkańców.